# چارشی‌باشی
چارشی‌باشی (به ترکی استانبولی: Çarşıbaşı) شهری است در کشور ترکیه که در استان ترابزون واقع شده‌است. جمعیت این شهر بر اساس سرشماری سال ۲۰۰۸ میلادی ۷٬۲۶۶ نفر و بر اساس برآوردهای سال ۲۰۰۹ میلادی ۷٬۳۷۸ نفر می‌باشد.